# オモバカ8
『オモバカ8』（オモバカエイト）は、2010年から2011年にかけてフジテレビ系列で放送されたお笑いバラエティ特別番組である。

## 放送日時
| 回    | 放送日         | タイトル                                         | 放送時間      |
| ----- | -------------- | ------------------------------------------------ | ------------- |
| 第1回 | 2010年4月6日   | オモバカ8 〜第一回オモバカ王者決定トーナメント〜 | 25:00 - 27:00 |
| 第2回 | 2010年10月12日 | オモバカ8 〜第二回オモバカ王者決定トーナメント〜 | 24:50 - 27:20 |
| 第3回 | 2010年12月30日 | オモバカDynamite!                                | 21:00 - 23:18 |
| 第4回 | 2011年4月7日   | オモバカ8 〜第三回オモバカ王者決定トーナメント〜 | 25:05 - 27:00 |
| 第5回 | 2011年10月6日  | オモバカ5 王者決定トーナメント                   | 24:35 - 26:35 |

## 概要
元々は、2003年2月1日に放送された「めちゃ×2イケてるッ!」の企画『お笑い格闘技・極笑』と題して行われていたコーナーである。これを前身とし、2010年に「オモバカ8」がスタートした。
フジテレビの「8チャンネル」に由来する八角形のオクタゴンケージの中で行われる笑いの総合格闘技。試合前のVTRや演出は格闘技中継を意識したものになっている。

## ルール
- 1対1で交互に1ラウンド制限時間60秒以内に相手を笑わせ、どちらかが笑った時点でKOとなり試合終了。規定ラウンド内に決着がつかない場合はオモバカ審議委員会の3名による判定で決着をつける。また、防御側は基本的にファイティングポーズで相手の攻撃を受ける。
- 「小道具の持ち込み」「相手へのくすぐり」「全裸になること」は禁止、その他は何をしてもOK。ただし、2010年年間王者決定戦にて、劇団ひとりが「匂い攻撃」を行ったため、今田コミッショナーはルールの見直しを予告した。第4回からはセコンドの近くにある備品（酸素・タオル・綿棒など）の使用が認められている（それ以前は小道具の使用自体が一切禁止）。
- 余談だが、似た類として実況を担当する佐野アナによるギャグへのツッコミや解説が防御側の笑いを誘ってしまい今田コミッショナーに注意されることがよくある(通称「佐野アシスト」)。
- リング外にいるセコンドは、掛け声などによるアシストは可能だが、ネタへ参加してはいけない（レフェリーに見つからなければ、その限りではないが、レフェリーに見つかった場合はレフェリーの裁量で処置が下される）。ツネ（2700）・おたこぷー（プー&ムー）などセコンドを務める相方が声で参加したコンビネタを行った選手もいるが、今田レフェリーは「あれは選手への指示」などと理由を付けた上で黙認している。
- 出場芸人は青コーナーと赤コーナーに分かれており、青コーナーが先攻（奇数ラウンドの攻撃）。

## 出演者

### 司会・レフェリー・コミッショナー
- 今田耕司

### 解説・ゲスト
- 第1回
  - 勝俣州和
  - 眞鍋かをり
- 第2回
  - 勝俣州和
  - 安めぐみ
- 第3回
  - 片岡鶴太郎
  - ケンドーコバヤシ
  - 眞鍋かをり
  - 優木まおみ
- 第4回
  - つるの剛士
  - 勝俣州和
  - 眞鍋かをり
  - 河本準一（次長課長）
- 第5回
  - 勝俣州和
  - 西川貴教
  - 眞鍋かをり
  - 塚地武雅（ドランクドラゴン）

### 実況・中継レポーター
実況
- 第1-5回
  - 佐野瑞樹（フジテレビアナウンサー）

進行
- 第3回
  - 竹下陽平（フジテレビアナウンサー）

中継レポーター
- 第3回
  - 戸部洋子（フジテレビアナウンサー）
  - 斉藤舞子（フジテレビアナウンサー）

### ナレーション
- 第1,2回
  - 松元真一郎（フジテレビアナウンサー）
- 第3回
  - 小谷津史典

### リングアナウンサー
- 第5回
  - 福永一茂（フジテレビアナウンサー）

### 観戦ゲスト
- 第5回
  - 田中要次
  - 飯沼誠司
  - 原幹恵
  - 益若つばさ

## 出場芸人・セコンド

### 第1回
| 出場芸人               | セコンド                               |
| ---------------------- | -------------------------------------- |
| 日村勇紀（バナナマン） | 設楽統（バナナマン）                   |
| 原西孝幸（FUJIWARA）   | 藤本敏史（FUJIWARA）                   |
| 中川礼二（中川家）     | 中川剛（中川家）                       |
| 秋山竜次（ロバート）   | 馬場裕之、山本博（ロバート）           |
| 堀内健（ネプチューン） | ゴルゴ松本、レッド吉田（TIM）          |
| 金田哲（はんにゃ）     | 川島章良（はんにゃ）                   |
| 河本準一（次長課長）   | 小出水直樹、てつじ（シャンプーハット） |
| 川島邦裕（野性爆弾）   | ロッシー（野性爆弾）                   |

### 第2回
| 出場芸人                     | セコンド                                         |
| ---------------------------- | ------------------------------------------------ |
| 塚地武雅（ドランクドラゴン） | 鈴木拓（ドランクドラゴン）                       |
| ケンドーコバヤシ             | 木村明浩、竹若元博（バッファロー吾郎）           |
| 劇団ひとり                   | 肥後克広、寺門ジモン、上島竜兵（ダチョウ倶楽部） |
| 春日俊彰（オードリー）       | 若林正恭（オードリー）                           |
| 大地洋輔（ダイノジ）         | 大谷ノブ彦（ダイノジ）                           |
| 河本準一（次長課長）         | 川島邦裕、ロッシー（野性爆弾）                   |
| 日村勇紀（バナナマン）       | 設楽統（バナナマン）                             |
| 多田健二（COWCOW）           | 山田與志（COWCOW）                               |

### 第3回
| 出場芸人                            | セコンド                                         |
| ----------------------------------- | ------------------------------------------------ |
| 又吉直樹（ピース）                  | 綾部祐二（ピース）                               |
| 後藤淳平（ジャルジャル）            | 福徳秀介（ジャルジャル）                         |
| 堀内健（ネプチューン）              | ゴルゴ松本、レッド吉田（TIM）                    |
| 川島邦裕（野性爆弾）                | ロッシー（野性爆弾）                             |
| 秋山竜次（ロバート）                | 馬場裕之、山本博（ロバート）                     |
| 塚地武雅（ドランクドラゴン）        | 鈴木拓（ドランクドラゴン）                       |
| 大島美幸（森三中）                  | 村上知子、黒沢かずこ（森三中）                   |
| 友近                                | 田中秀樹（友近担当マネージャー）                 |
| 清水アキラ                          | コージー冨田、神奈月                             |
| 中川礼二（中川家）                  | 中川剛（中川家）                                 |
| 劇団ひとり(第2回優勝者)             | 肥後克広、寺門ジモン、上島竜兵（ダチョウ倶楽部） |
| 日村勇紀（バナナマン）(第1回優勝者) | 設楽統（バナナマン）                             |

### 第4回
| 出場芸人                 | セコンド                                   |
| ------------------------ | ------------------------------------------ |
| 原西孝幸（FUJIWARA）     | 藤本敏史（FUJIWARA）                       |
| 岡田圭右（ますだおかだ） | 安田大サーカス                             |
| 真栄田賢（スリムクラブ） | 内間政成（スリムクラブ）                   |
| 西田幸治（笑い飯）       | 哲夫（笑い飯）                             |
| 多田健二（COWCOW）       | 山田與志（COWCOW）                         |
| 田中卓志（アンガールズ） | 山根良顕（アンガールズ）                   |
| 劇団ひとり               | 具志堅用高、彦摩呂、松村邦洋、デンジャラス |
| ハブ（Bコース）          | ナベ、タケト（Bコース）                    |

### 第5回
| 出場芸人                     | セコンド                             |
| ---------------------------- | ------------------------------------ |
| ハブ（Bコース）              | ナベ、タケト（Bコース）              |
| 山崎弘也（アンタッチャブル） | 鈴木拓（ドランクドラゴン）           |
| ツネ（2700）                 | 八十島（2700）                       |
| 堀内健（ネプチューン）       | ゴルゴ松本、レッド吉田（TIM）        |
| 馬場園梓（アジアン）         | 隅田美保（アジアン）                 |
| 渡辺直美                     | 吉村崇、徳井健太（平成ノブシコブシ） |
| おたこぷー（プー&ムー）      | おさむ（プー&ムー）                  |
| 劇団ひとり                   | 角田晃広（東京03）                   |

## 試合結果

### 第1回
第1試合 BATTLE1 東西モンスター対決
○ バナナマン 日村勇紀 vs. FUJIWARA 原西孝幸 ×
6R終了 判定2-1（9-10、10-9、10-9）
※日村が準決勝進出。
第2試合 BATTLE2 実力派キャラ職人対決
○ 中川家 中川礼二 vs. ロバート 秋山竜次 ×
4R KO
※礼二が準決勝進出。
第3試合 BATTLE3 新旧アイドル芸人対決
○ ネプチューン 堀内健 vs. はんにゃ 金田哲 ×
6R終了 判定2-1（10-9、9-10、10-9）
※堀内が準決勝進出。
第4試合 BATTLE4 宿命の同期対決
○ 次長課長 河本準一 vs. 野性爆弾 川島邦裕 ×
3R KO
※河本が準決勝進出。
第5試合 準決勝第1試合
○ ネプチューン 堀内健 vs. 中川家 中川礼二 ×
6R終了 判定2-1（9-10、10-9、10-9）
※堀内が決勝進出。
第6試合 準決勝第2試合
○ バナナマン 日村勇紀 vs. 次長課長 河本準一 ×
2R KO
※日村が決勝進出。
第7試合 決勝
× ネプチューン 堀内健 vs. バナナマン 日村勇紀 ○
7R KO
※試合は堀内が勝ったものの、小道具を使用したため反則負けとなり、日村が優勝となった。

### 第2回
第1試合 BATTLE1 お笑い界ぽっちゃり頂上決戦
○ ドランクドラゴン 塚地武雅 vs. ケンドーコバヤシ ×
※塚地が準決勝進出。
第2試合 BATTLE2 最強vs最狂対決
○ 劇団ひとり vs. オードリー 春日俊彰 ×
※劇団ひとりが準決勝進出。
第3試合 BATTLE3 オモバカ人生劇場
○ ダイノジ 大地洋輔 vs. 次長課長 河本準一 ×
※大地が準決勝進出。
第4試合 BATTLE4 秒殺の刺客vs初代王者
○ バナナマン 日村勇紀 vs. COWCOW 多田健二 ×
※日村が準決勝進出。
第5試合 準決勝第1試合
○ 劇団ひとり vs. ドランクドラゴン 塚地武雅 ×
※劇団ひとりが決勝進出。
第6試合 準決勝第2試合
○ ダイノジ 大地洋輔 vs. バナナマン 日村勇紀 ×
※大地が決勝進出。
第7試合 決勝
○ 劇団ひとり vs. ダイノジ 大地洋輔 ×
※劇団ひとりが優勝。

### 第3回
今大会はトーナメントではなく、ワンマッチ方式で行われた。
第1試合 BATTLE1 次世代エース対決
○ ピース 又吉直樹 vs. ジャルジャル 後藤淳平 ×
6R終了 判定3-1（10-9、10-10、10-9）
第2試合 BATTLE2 ファンタジー対決
○ ネプチューン 堀内健 vs. 野性爆弾 川島邦裕 ×
4R KO
第3試合 BATTLE3 はねトビ同門対決
○ ロバート 秋山竜次 vs. ドランクドラゴン 塚地武雅 ×
6R終了 判定3-2（10-10、10-10、10-9）
第4試合 BATTLE4 女芸人対決
○ 森三中 大島美幸 vs. 友近 ×
4R KO
第5試合 BATTLE5 ものまね職人対決
○ 清水アキラ vs. 中川家 中川礼二 ×
4R KO
第6試合 BATTLE6 チャンピオン対決(2010年年間王者決定戦)
○ 劇団ひとり vs. バナナマン 日村勇紀 ×
6R KO
※年間王者が劇団ひとりに決定。

### 第4回
第1試合
○ FUJIWARA 原西孝幸 vs. ますだおかだ 岡田圭右 ×
判定
第2試合
× スリムクラブ 真栄田賢 vs. 笑い飯 西田幸治 ○
KO
第3試合
× COWCOW 多田健二 vs. アンガールズ 田中卓志 ○
KO
第4試合
○ 劇団ひとり vs. Bコース ハブ
判定
準決勝第1試合
× FUJIWARA 原西孝幸 vs. 笑い飯 西田幸治 ○
KO
準決勝第2試合
× アンガールズ 田中卓志 vs. 劇団ひとり ○
KO
決勝
× 笑い飯 西田幸治 vs. 劇団ひとり ○
KO

### 第5回
第1試合
× Bコース ハブ vs. アンタッチャブル 山崎弘也 ○
6R KO
第2試合
× 2700 ツネ vs. ネプチューン 堀内健 ○
4R KO
第3試合
× アジアン 馬場園梓 vs. 渡辺直美 ○
判定
第4試合
× プー&ムー おたこぷー vs. 劇団ひとり ○
判定
準決勝第1試合
× アンタッチャブル 山崎弘也 vs. ネプチューン 堀内健 ○
KO
準決勝第2試合
○ 渡辺直美 vs. 劇団ひとり ×
判定
※ 劇団ひとりは初の黒星
決勝
× 渡辺直美 vs. ネプチューン 堀内健 ○
KO

## スタッフ
- 構成：高須光聖、伊藤正宏／石原健次、桝本壮志、樅野太紀、大平尚志／鈴木おさむ
- 美術プロデュース：棈木陽次
- セットデザイン：鈴木賢太
- 美術進行：林勇
- 大道具：松本達也
- 装飾：門間誠
- アートフレーム：石井智之
- 衣装：山田斉
- メイク：宮崎香
- 視覚効果：中溝雅彦
- アクリル装飾：斉藤祐介
- TP：久米村豊
- TM：高瀬義美
- SW：藤本敏行
- カメラ：長瀬正人
- VE：山下悠介
- 音声：高橋幸則
- 照明：川田敦史
- TK：水越理恵
- CG：山口剛
- MA：阿部雄太
- 編集：水野智之
- 音響効果：中田圭三、大平拓也
- 編成：大川友也
- デスク：中成子
- AP：中附智貴
- AD：角山僚祐
- ディレクター：神尾昌宏、近藤創、児山昌平、井上洋平（第3回まではFD）
- 演出：小仲正重
- プロデューサー：朝妻一、藪木健太郎
- チーフプロデューサー：神原孝
- 企画統括：片岡飛鳥
- 技術協力：ニユーテレス、FLT、サンフォニックス、IMAGICA、4-Legs、明光セレクト、マルチバックス
- 制作協力：吉本興業
- 制作：フジテレビバラエティ制作センター
- 制作著作：フジテレビ

### 過去のスタッフ
- ディレクター：中嶋亮介、当麻晋三、佐藤真吾
- VE：原啓教
- MA：円城寺暁
- 編集：菊地正吾、江原英生

## DVD
- オモバカ8 〜第一回オモバカ王者決定トーナメント〜 発売元:フジテレビ 販売元:よしもとアール・アンド・シー 2010年11月24日発売